# María Rivera
María Rivera (Ciudad de México, 1 de junio de 1971) es poeta y promotora cultural mexicana. Estudió en la Escuela de Escritores de la SOGEM. Poemas y ensayos suyos han aparecido en diversos periódicos y revistas tanto nacionales como internacionales. Obtuvo el Premio Nacional de Poesía Joven Elías Nandino en 2000 con su primer libro Traslación de dominio. En 2005 recibió el Premio Nacional de Poesía Aguascalientes por su poemario Hay batallas. Ha sido becaria del Centro Mexicano de Escritores, del Programa Jóvenes Creadores del Fondo Nacional para la Cultura y las Artes, entre otras instituciones. Actualmente es miembro activa del Sistema Nacional de Creadores de Arte de México.

## Trayectoria literaria
María Rivera obtuvo su primera beca, en el rubro de poesía, del Fondo Estatal para la Cultura y las Artes del Estado de México en 1995. Años después obtuvo la beca de Jóvenes Creadores del Fondo Nacional para la Cultura y las Artes en 1999;  dos años después, en 2001, otra por el Centro Mexicano de Escritores, también en poesía; y después la del FONCA, en dos ocasiones más, durante el periodo 2002-2003 y 2005; y del Programa “Artes por todas partes”, del Distrito Federal, 2001. Miembro activo del Sistema Nacional de Creadores de Arte del FONCA desde 2008. 
Obtuvo el Premio Nacional de Poesía Joven Elías Nandino en 2000 por Traslación de dominio, concedido por un jurado integrado por Paula Alcocer, Ernesto Lumbreras y Mauricio Montiel Figueiras. En 2005, consiguió también por unanimidad —María Baranda, Eduardo Hurtado y Jaime Augusto Shelley integraron el jurado— el Premio Nacional de Poesía Aguascalientes con el título Hay batallas. Su obra ha sido traducida al inglés y aparece en numerosas antologías de poesía. Su autobiografía está incluida en Trazos en el espejo. 15 autorretratos fugaces.

## Poema "Los muertos"
Tras la muerte del hijo del poeta Javier Sicilia, participó en la primera Marcha Nacional del Movimiento por la Paz con Justicia y Dignidad, que tuvo lugar en la Ciudad de México. La marcha, llevada a cabo el 6 de abril de 2011, llegó al Zócalo de la Ciudad de México, donde la autora desde un templete con Javier Sicilia a un lado, ante una multitud enorme, leyó "Los muertos". Escrito en 2010, el poema pronto se convirtió en emblema del MPJD y cobró fama internacional: sería citado posteriormente por el mismo Sicilia en el encuentro que tuvo con el Poder Legislativo el 28 de julio de 2011. Incluso llegó a manos de Benedicto XVI en una carta dirigida a él a nombre del MPJD, en vísperas de su llegada a México, en marzo de 2012.

“Los muertos” es un poema relevante en la tradición literaria mexicana ya que, además del fenómeno mediático que significó y el dolor social que visibilizó, en cuanto a estilística y temática resulta un hito en el dictum poético nacional, así como una ruptura en la línea estética que había trabajado la autora hasta el momento.  En palabras de Heriberto Yépez:
En “Los muertos”, sin embargo, ejerció una crítica, radical e inédita, del discurso de la guerra calderonista, normalizado por los medios, que criminalizaba a las víctimas de la violencia, subvirtiéndolo; y a contra corriente del establishment intelectual que, en ese momento, llamaba a encubrir el genocidio y “hablar bien de México”. A través de un trabajo de montaje y desmontaje del lenguaje del poder, exhibió la colusión criminal entre agentes del Estado y delincuentes, al tiempo que resemantizó la geografía simbólica del país y a las víctimas, haciendo evidentes las relaciones comunitarias e imaginarias laceradas por la violencia.
Por lo mismo, el poema encontró muchos problemas para ser publicado, aunque se editó al año siguiente en Mantarraya Ediciones. Asimismo, cruzó frontera y fue traducido, en un primer momento, por el poeta coahuilense Román Luján y la poeta norteamericana Jen Hofer; María declaró entonces que, si bien nadie había querido publicar su poema en México, quizá encontraría lugar en Estados Unidos como un “mojado” más. Ahora también ha sido traducido al italiano y a otros idiomas, así como recientemente publicado en una nueva traducción al inglés a cargo del poeta galés Richard Gwyn.
El poema fue escrito en la víspera del Día de Muertos de aquel año: recrea una situación imaginaria en la que los muertos por la violencia en México —desatada por la llamada guerra contra el narcotráfico iniciada por el entonces presidente Felipe Calderón— visitan el centro del país. Como recuento y visibilización de las víctimas, el poema nace de una actitud de protesta.

## Recepción crítica
María Rivera es reconocida a nivel internacional tanto por su trabajo lírico —sobre todo por Traslación de dominio (2000) y Hay batallas (2005), ambos poemarios premiados con las máximas distinciones literarias de México en la categoría en la que compitieron— como por sus poemas de protesta, como “Los muertos” y “Oscuro”.

En cuanto a Traslación de dominio, su primera publicación, unas líneas de Eduardo Hurtado:
Desde su apuesta radical, María Rivera toca los límites del lenguaje, esa orilla en la que la cadena de las explicaciones ya no tiene ningún otro eslabón. Aquí, en este margen indócil, preguntar qué significa la pérdida equivale a preguntar qué significan las cosas y las palabras que las designan. La autora se interna en esa franja oscura donde hallamos a las cosas significando sin que podamos reconocer el instante en que empezaron a significar. Perpleja ante esa noche del origen, intenta darle alcance a un habla capaz de trasladar al terreno del poema la dicha recordada. El misterio que la obsesiona tiene que ver con ese exceso de las cosas respecto a las palabras.
De Hay batallas —estructurado en cuatro secciones: “Hay Batallas”, “Antes”, “Caída” y “Rota”— también es posible encontrar acogidas vehementes desde la crítica. Hernán Bravo Varela, otro poeta de su generación, escribió en Letras Libres lo siguiente:
esta poética ha suscitado un curioso fenómeno, contradictorio y fascinante: en un ámbito domesticado como el de la poesía mexicana, tan dado a dirimir las semejanzas, parecería que Rivera tiene el perfil ideal de aquellos que lo presiden al menos, el unánime y prestigioso ascenso de su carrera literaria y la solemnidad de su discurso podrían sugerirlo. Sin embargo, la vehemencia (o temperada beligerancia, antes bien) que permea la obra y el pensamiento de Rivera resultaría una feliz incomodidad, la agradecida nota discordante en las minutas de ese pleno aparentemente armónico y conciliador. "Ejercicio de la inteligencia emocionada —apuntaba Rivera hace algunos años—, el poema es síntesis de combates espirituales." Hay batallas es la consolidación puntual de estos principios; no el armisticio, sino la indócil, conmovedora y lúcida resolución de muy diversas luchas intestinas. Épica del espíritu. Quiero decir: relatoría de ciertas hazañas indecibles del espíritu que el poema, su victoria pírrica, realiza gracias a su posibilidad de ser el cuerpo que las testimonia.
El caso de “Los muertos”, como poema individual y debido a su enunciación pública en el Zócalo en abril de 2011, ha sido ampliamente comentado, sobre todo desde la academia de habla anglosajona. Además del artículo Adolfo Guzmán-López, donde comenta la traducción al inglés de Jen Hofer y Román Luján, aquí un extracto del artículo de Cornelia Gräbner, académica de la Universidad de Lancaster, en Reino Unido:
Sin embargo, cuando las mujeres colocan sus cuerpos en el espacio público y enuncian su presencia y su autonomía con sus cuerpos, ofenden las “nociones patriarcales de la normalidad” discutidas por Melissa Wright en su ensayo citado arriba. Cuando, en su performance de “Los muertos”, Rivera responde a la muerte y al horror con movimiento corporal y texto-interno desde la plataforma que le otorga su propio cuerpo femenino, se acerca a “los muertos” por medio de un entendimiento que nos conduce a lo que Arendt llamó “la naturaleza de los hechos”, y que adquiere consistencia en su compromiso ético y su identificación como Mujer. Como parte de esto, desafía a sus oyentes a construir un nuevo espacio de escucha donde sus palabras no “caiga[n] siempre en oídos sordos masculinos, que sólo pueden escuchar el lenguaje que habla en masculino”, parafraseando a Cixous [...].
Roberto Cruz Arzabal, crítico mexicano, incluso lo menciona en su columna en Tierra Adentro, como un poema relevante dentro de la tradición poética incipiente en México de hablar sobre la violencia del país. 
El caso de “Oscuro” es radicalmente distinto. Éste es otro poema de violencia que habla sobre los hechos de Atenco en 2006 y que no ha logrado la misma recepción que su otro poema, “Los muertos”. A pesar de haber sido editado e impreso en tres ocasiones —en la entrega número 4, de agosto de 2012, de la Revista Yagular; en el número 09 de la revista Galleta China de la Fundación Casa Vecina A.C.; y en una antología de Eros Ediciones en 2013—sólo ha sido comentado por Óscar Benassini, escritor y psiquiatra radicado en la Ciudad de México, en su columna del Excélsior en dos ocasiones. Aquí, el fragmento inicial del poema:
Y la encontré amarga/  y me apartó de sus piernas/ la muchacha lloraba/ las muchachas lloraban/ mostraban el pecho, el glúteo, el moretón/ la foto congelada/ la desnudez, lo suyo, el cuerpo/ la contención del músculo/ enseñando a los otros en su ella/ que cayeron en éste/ suyo/ mí país, entre sus colmillos aviesos/ policías/ guardianes/ jueces/ celadores
Y comencé a leerlos y decían/ las autoridades imponen el orden/ acostúmbrense/ decían/ ellos se lo merecen/ ellas mienten/ la noche se cernía sobre este mi país mexicano/ allende/ donde enseñan sus colmillos el odio/ el hambre/ de mirar por lo verde al verde/ pobreza/ miseria de pensarlo/ mi torre de viento derribada/ mi torre
Y se los voy a decir/ yo también lo dije/ no cabía de orgullo/ “la poesía no admite compromisos”/ ése/ su compromiso/es hablar con lo humano/ inmarcesible/ creo que dije o lo dijo alguien/ puede hablar/ a cualquier hombre/ en cualquier época/ y lo creí/ y me sentí muy libre/ yo también me pavoneé/ los miré con sorna/ festejé las bodas de la poesía consigo misma/ la gracia eterna/ de su limón girando/ hasta esa mañana de mayo/ que entreví/ en este mi país/ un pueblo/ calles/ casas/ iglesias/ perros/ cuerpos/ allanados/ sangrantes/ escuché sus voces en camiones/ “ven y cala a esta puta”/ dijeron/ y la arrastraron al asiento trasero/ desgarraron su ropa/ bajaron sus pantalones/ le taparon los ojos/ le dijeron “perra, dime vaquero”/ le introdujeron violentamente los dedos [...]
 Actualmente este poema circula en internet, en el blog de Nuestra aparente rendición a cargo de Lolita Bosch y Alejandro Vélez Salas, así como en un archivo de Scribd subido por su autora.

## Gestión cultural
Rivera se desempeñó durante 10 años en el área de prensa de Casa del Poeta Ramón López Velarde y, a partir de 2007, fungió 8 años como asesora cultural de la misma institución, en la Ciudad de México. Ha impartido talleres de poesía en el INBA. Ha colaborado en Casa del Tiempo, La Jornada Semanal, Pauta, Periódico de Poesía, Laberinto —suplemento cultural de Milenio Diario— y Letras libres, entre otros. Actualmente escribe para El Universal en su suplemento cultural, Confabulario.

## Obras

### Obra Poética
- Traslación de dominio (CONACULTA/Fondo Editorial Tierra Adentro, núm. 225, 2000)[1]

- Hay batallas (Joaquín Mortiz, 2005)
- Rota (Edau, 2007)
- Política (inédito)

### Poesía - Antologías y libros colectivos
- El manantial latente: muestra de poesía mexicana desde el ahora: 1986-2002.  Selección, prólogo, notas y apéndices de Hernán Bravo Varela, Ernesto Lumbreras, México, D. F.: Consejo Nacional para la Cultura y las Artes, 2002.
- Espiral de los latidos.  Presentación de Thelma Nava. México: Fondo Regional para la Cultura y las Artes, 2002.
- La luz que va dando nombre: veinte años de la poesía última en México 1965-1985.  Selección de Álvaro Solís. Selección y prólogo de Alí Calderón, Jorge Mendoza Romero, México: Secretaría de Cultura de Puebla, 2007.
- Lumbre en el almaje. Muestra de poesía mexicana (1970-1985).  Prólogo y selección de Iván Cruz Osorio. Guatemala: Catafixia Editorial, 2012.
- Antología general de la poesía mexicana: poesía del México actual, de la segunda mitad del siglo XX a nuestros días. Compilación de Juan Domingo Argüelles. México, D.F.: Océano (Intemporales), 2014.
- Siete rutas hacia un bosque alemán = Sieben fade in einen deutschen wald.  Traducción al alemán de Rike Bolte. Compilación de Luis Armenta Malpica. Guadalajara, Jalisco: Mantis Editores (Terredades), 2016.
- Connecting Lines. New Poetry from Mexico.  Edición de las traducciones de Forrest Gander. Traducción de Carolyn Forché, Stephen Burt. Traducción de Catherine Tylke, Alicia Ridenour. Prefacio de Hernán Lara Zavala. Compilación de Luis Cortés Bargalló. Louisville: Universidad Nacional Autónoma de México / National Endowment for the Arts [Fondo Nacional para las Artes en los Estados Unidos] / Embajada de los Estados Unidos en México / Sarabande Books, 2006.

### Ensayo - Antologías y libros colectivos
- Juan Gabriel: lo que se ve no se pregunta.  Selección de Braulio Peralta. México, D. F.: Ediciones B, 2016.